# Groupe de réflexions complexe
En mathématiques, un groupe de réflexions complexe est un groupe fini qui agit sur un espace vectoriel complexe de dimension finie engendré par des réflexions complexes, c'est-à-dire des éléments non triviaux qui fixent point par point un hyperplan complexe.
Les groupes de réflexions complexes apparaissent dans l'étude de la théorie des invariants des anneaux de polynômes. Au milieu du XXe siècle, ils ont été entièrement classés dans les travaux de Shephard et Todd. Certains de ces groupes sont très familiers : le groupe symétrique des permutations, les groupes diédraux et plus généralement tous les groupes de réflexions réels finis (les groupes de Coxeter, parmi lesquels figurent les groupes de Weyl et les groupes de symétries des polyèdres réguliers).

## Définition
Une réflexion complexe r (parfois appelée pseudo-réflexion) d'un espace vectoriel complexe de dimension finie V est un élément {\displaystyle r\in GL(V)} d'ordre fini qui fixe un hyperplan complexe point par point, c'est-à-dire que l'espace des points fixes {\displaystyle \operatorname {Fix} (r):=\operatorname {ker} (r-\operatorname {Id} _{V})} est de codimension 1.
Un groupe de réflexions complexe (fini) {\displaystyle W\subseteq GL(V)} est un sous-groupe fini de {\displaystyle GL(V)} qui est engendré par les réflexions complexes qu'il contient.

## Propriétés
Tout groupe de réflexions réels devient un groupe de réflexions complexe si l'on étend les scalaires de R à C. En particulier, tous les groupes de Coxeter finis, notamment tous les groupes de Weyl, sont des exemples de groupes de réflexions complexes.
Un groupe de réflexions complexe W est dit irréductible si le seul sous-espace propre W-invariant de l'espace vectoriel correspondant est le sous-espace trivial. Dans ce cas, la dimension de l’espace vectoriel est appelée le rang de W.
Le nombre de Coxeter {\displaystyle h} d'un groupe de réflexions complexe irréductible W de rang {\displaystyle n} est défini comme
{\displaystyle h={\frac {|{\mathcal {R}}|+|{\mathcal {A}}|}{n}}}
où {\displaystyle {\mathcal {R}}} désigne l'ensemble des réflexions et {\displaystyle {\mathcal {A}}} désigne l'ensemble des hyperplans de réflexion. Dans le cas de groupes de réflexions réels, on retrouve le nombre de Coxeter pour les systèmes de Coxeter finis.

## Classification
Tout groupe de réflexions complexe se décompose comme un produit de groupes de réflexion complexes irréductibles qui agit sur la somme directe des espaces vectoriels correspondants. Il suffit donc de classer les groupes de réflexions complexes irréductibles.
Les groupes de réflexions complexes irréductibles ont été classés par G. C. Berger et J. A. Todd en 1954. Ils ont démontré que tout irréductible appartenait à une famille infinie G(m, p, n) dépendant de trois paramètres entiers positifs (avec p divisant m) ou à la famille de 34 cas exceptionnels, qu'ils ont numérotés de 4 à 37. Le groupe G(m, 1, n) est le groupe symétrique généralisé (en) ; on peut le décrire comme le produit en couronne du groupe symétrique Sym(n) par un groupe cyclique d'ordre m. On peut le réaliser comme le groupe des matrices ayant un seul coefficient non nul par ligne et par colonne qui est une racine m-ième de l'unité.
Le groupe G(m, p, n) est un sous-groupe d'indice p de G(m, 1, n). Son ordre est mn⋅n!/p. Il peut être réalisé comme le sous-groupe des matrices dont le produit des coefficients non nuls est une racine (m/p)-ième de l'unité (et pas seulement une racine m-ième). Algébriquement, G(m, p, n) est le produit semi-direct d'un groupe abélien d'ordre mn/p par le groupe symétrique Sym(n) ; les éléments du groupe abélien sont de la forme (θa1, θa2,..., θan), où θ est une racine primitive m-ième de l'unité et Σ ai ≡ 0 mod p ; sur ce groupe, le groupe symétrique Sym(n) agit par permutations des coordonnées.
Le groupe G(m, p, n) agit de manière irréductible sur Cn sauf dans les cas m = 1, n > 1 (le groupe symétrique) et G(2, 2, 2) (le groupe de Klein). Dans ces cas, Cn est la somme directe de représentations irréductibles de dimensions 1 et n − 1.

### Cas particuliers deG(m,p,n)

#### Groupes de Coxeter
Lorsque m = 2, la représentation décrite dans le paragraphe précédent est constituée de matrices réelles, et donc dans ces cas G(m, p, n) est un groupe de Coxeter fini. En particulier :
- G(1, 1, n) est de type An−1 = [3, 3,..., 3, 3] = ... : c'est le groupe symétrique d'ordre n! ;
- G(2, 1, n) est de type Bn = [3, 3,..., 3, 4] = ⋅⋅⋅ ; c'est le groupe hyperoctaédral (en) d'ordre 2n⋅n! ;
- G(2, 2, n) est de type Dn = [3, 3,..., 31,1] = ⋅⋅⋅ ; il est d'ordre 2n⋅n!/2.

De plus, lorsque m = p et n = 2, le groupe G(p, p, 2) est le groupe diédral d'ordre 2p ; en tant que groupe de Coxeter, il est de type I2(p) = [p] =  (et c'est le groupe de Weyl G2 lorsque p = 6).

#### Autres cas particuliers et coïncidences
Les seules paires de groupes G(m, p, n) isomorphes comme groupes de réflexions complexes sont G(ma, pa, 1) et G(mb, pb, 1) pour tous entiers strictement positifs a, b, qui sont tous deux isomorphes au groupe cyclique d'ordre m/p. Cependant, il existe d'autres paires de groupes qui sont isomorphes en tant que groupes abstraits.
Les groupes G(3, 3, 2) et G(1, 1, 3) sont isomorphes au groupe symétrique Sym(3). Les groupes G(2, 2, 3) et G(1, 1, 4) sont isomorphes au groupe symétrique Sym(4). Les groupes G(2, 1, 2) et G(4, 4, 2) sont tous deux isomorphes au groupe diédral d'ordre 8. Enfin les groupes G(2p, p, 1) sont cycliques d'ordre 2, tout comme G(1, 1, 2).

## Liste des groupes de réflexions complexes irréductibles
Il y a quelques doublons dans les trois premières lignes de cette liste ; voir le paragraphe précédent pour plus de détails.
- ST est le numéro donné par Shephard-Todd au groupe de réflexion.
- Le rang est la dimension de l’espace vectoriel complexe sur lequel le groupe agit.
- La structure décrit la structure du groupe. Le symbole * représente un produit central (en) de deux groupes. Pour le rang 2, le quotient par le centre (cyclique) est le groupe des rotations d'un tétraèdre, d'un octaèdre ou d'un icosaèdre (T = Alt(4), O = Sym(4), I = Alt(5), d'ordres 12, 24, 60), comme indiqué dans le tableau. Pour la notation 21+4, voir la notion de groupe extra-spécial (en).
- L'ordre est le nombre d'éléments du groupe.
- La colonne réflexions décrit le nombre de réflexions : 26412 signifie qu'il y a 6 réflexions d'ordre 2 et 12 d'ordre 4.
- La colonne degrés donne les degrés des invariants fondamentaux de l'anneau des invariants polynomiaux. Par exemple, les invariants du groupe numéro 4 forment un anneau de polynômes avec 2 générateurs de degrés 4 et 6.

| ST | Rang | Structure et nom                                      | Symbole de Coxeter      | Ordre     | Réflexions                        | Degrés                    | Codegrés                                                            |
| -- | ---- | ----------------------------------------------------- | ----------------------- | --------- | --------------------------------- | ------------------------- | ------------------------------------------------------------------- |
| 1  | n−1  | Groupe symétrique G(1,1,n) = Sym(n)                   |                         | n!        | 2n(n − 1)/2                       | 2, 3,...,n                | 0,1,...,n − 2                                                       |
| 2  | n    | G(m,p,n) m > 1, n > 1, p\|m (G(2,2,2) est réductible) |                         | mn!/p     | 2mn(n−1)/2,dnφ(d) (d\|m/p, d > 1) | m, 2m,...,(n − 1)m ; mn/p | 0,m,..., (n − 1)m if p < m; 0,m,...,(n − 2)m, (n − 1)m − n if p = m |
| 2  | 2    | G(p,1,2) p > 1,                                       | p[4]2 or                | 2p2       | 2p,d2φ(d) (d\|p, d > 1)           | p; 2p                     | 0,p                                                                 |
| 2  | 2    | Groupe diédral G(p,p,2) p > 2                         | [p] or                  | 2p        | 2p                                | 2,p                       | 0,p-2                                                               |
| 3  | 1    | Groupe cyclique G(p,1,1) = Zp                         | p[] or                  | p         | dφ(d) (d\|p, d > 1)               | p                         | 0                                                                   |
| 4  | 2    | W(L2), Z2.T                                           | 3[3]3 or , ⟨2,3,3⟩      | 24        | 38                                | 4,6                       | 0,2                                                                 |
| 5  | 2    | Z6.T                                                  | 3[4]3 or                | 72        | 316                               | 6,12                      | 0,6                                                                 |
| 6  | 2    | Z4.T                                                  | 3[6]2 or                | 48        | 2638                              | 4,12                      | 0,8                                                                 |
| 7  | 2    | Z12.T                                                 | ‹3,3,3›2 or ⟨2,3,3⟩6    | 144       | 26316                             | 12,12                     | 0,12                                                                |
| 8  | 2    | Z4.O                                                  | 4[3]4 or                | 96        | 26412                             | 8,12                      | 0,4                                                                 |
| 9  | 2    | Z8.O                                                  | 4[6]2 or or ⟨2,3,4⟩4    | 192       | 218412                            | 8,24                      | 0,16                                                                |
| 10 | 2    | Z12.O                                                 | 4[4]3 or                | 288       | 26316412                          | 12,24                     | 0,12                                                                |
| 11 | 2    | Z24.O                                                 | ⟨2,3,4⟩12               | 576       | 218316412                         | 24,24                     | 0,24                                                                |
| 12 | 2    | Z2.O= GL2(F3)                                         | ⟨2,3,4⟩                 | 48        | 212                               | 6,8                       | 0,10                                                                |
| 13 | 2    | Z4.O                                                  | ⟨2,3,4⟩2                | 96        | 218                               | 8,12                      | 0,16                                                                |
| 14 | 2    | Z6.O                                                  | 3[8]2 or                | 144       | 212316                            | 6,24                      | 0,18                                                                |
| 15 | 2    | Z12.O                                                 | ⟨2,3,4⟩6                | 288       | 218316                            | 12,24                     | 0,24                                                                |
| 16 | 2    | Z10.I, ⟨2,3,5⟩×Z5                                     | 5[3]5 or                | 600       | 548                               | 20,30                     | 0,10                                                                |
| 17 | 2    | Z20.I                                                 | 5[6]2 or                | 1200      | 230548                            | 20,60                     | 0,40                                                                |
| 18 | 2    | Z30.I                                                 | 5[4]3 or                | 1800      | 340548                            | 30,60                     | 0,30                                                                |
| 19 | 2    | Z60.I                                                 | ⟨2,3,5⟩30               | 3600      | 230340548                         | 60,60                     | 0,60                                                                |
| 20 | 2    | Z6.I                                                  | 3[5]3 or                | 360       | 340                               | 12,30                     | 0,18                                                                |
| 21 | 2    | Z12.I                                                 | 3[10]2 or               | 720       | 230340                            | 12,60                     | 0,48                                                                |
| 22 | 2    | Z4.I                                                  | ⟨2,3,5⟩2                | 240       | 230                               | 12,20                     | 0,28                                                                |
| 23 | 3    | W(H3) = Z2 × PSL2(5)                                  | [5,3],                  | 120       | 215                               | 2,6,10                    | 0,4,8                                                               |
| 24 | 3    | W(J3(4)) = Z2 × PSL2(7), Klein                        | [1 1 14]4,              | 336       | 221                               | 4,6,14                    | 0,8,10                                                              |
| 25 | 3    | W(L3) = W(P3) = 31+2.SL2(3) Hessien                   | 3[3]3[3]3,              | 648       | 324                               | 6,9,12                    | 0,3,6                                                               |
| 26 | 3    | W(M3) =Z2 ×31+2.SL2(3) Hessien                        | 2[4]3[3]3,              | 1296      | 29 324                            | 6,12,18                   | 0,6,12                                                              |
| 27 | 3    | W(J3(5)) = Z2 ×(Z3.Alt(6)), Valentiner                | [1 1 15]4, · [1 1 14]5, | 2160      | 245                               | 6,12,30                   | 0,18,24                                                             |
| 28 | 4    | W(F4) = (SL2(3)* SL2(3)).(Z2 × Z2)                    | [3,4,3],                | 1152      | 212+12                            | 2,6,8,12                  | 0,4,6,10                                                            |
| 29 | 4    | W(N4) = (Z4*21+4).Sym(5)                              | [1 1 2]4,               | 7680      | 240                               | 4,8,12,20                 | 0,8,12,16                                                           |
| 30 | 4    | W(H4) = (SL2(5)*SL2(5)).Z2                            | [5,3,3],                | 14400     | 260                               | 2,12,20,30                | 0,10,18,28                                                          |
| 31 | 4    | W(EN4) = W(O4) = (Z4*21+4).Sp4(2)                     |                         | 46080     | 260                               | 8,12,20,24                | 0,12,16,28                                                          |
| 32 | 4    | W(L4) = Z3 × Sp4(3)                                   | 3[3]3[3]3[3]3,          | 155520    | 380                               | 12,18,24,30               | 0,6,12,18                                                           |
| 33 | 5    | W(K5) = Z2 ×Ω5(3) = Z2 × PSp4(3)= Z2 × PSU4(2)        | [1 2 2]3,               | 51840     | 245                               | 4,6,10,12,18              | 0,6,8,12,14                                                         |
| 34 | 6    | W(K6)= Z3.Ω 6(3).Z2, groupe de Mitchell               | [1 2 3]3,               | 39191040  | 2126                              | 6,12,18,24,30,42          | 0,12,18,24,30,36                                                    |
| 35 | 6    | W(E6) = SO5(3) = O 6(2) = PSp4(3).Z2 = PSU4(2).Z2     | [32,2,1],               | 51840     | 236                               | 2,5,6,8,9,12              | 0,3,4,6,7,10                                                        |
| 36 | 7    | W(E7) = Z2 ×Sp6(2)                                    | [33,2,1],               | 2903040   | 263                               | 2,6,8,10,12,14,18         | 0,4,6,8,10,12,16                                                    |
| 37 | 8    | W(E8)= Z2.O 8(2)                                      | [34,2,1],               | 696729600 | 2120                              | 2,8,12,14,18,20,24,30     | 0,6,10,12,16,18,22,28                                               |

Pour plus d'informations, y compris des diagrammes, des présentations et des codegrés de groupes de réflexions complexes, voir les tableaux de (Broué, Malle et Rouquier 1998).

## Degrés
Shephard et Todd ont démontré qu'un groupe fini agissant sur un espace vectoriel complexe est un groupe de réflexions complexe si et seulement si son anneau des invariants est un anneau de polynômes (théorème de Chevalley-Shephard-Todd). En notant {\displaystyle \ell } le rang du groupe de réflexion, les degrés {\displaystyle d_{1}\leq d_{2}\leq \cdots \leq d_{\ell }} des générateurs de l'anneau des invariants sont appelés les degrés de W et sont répertoriés dans la colonne ci-dessus intitulée « degrés ». Shephard et Todd ont également montré que de nombreux autres invariants du groupe sont déterminés par les degrés de la façon suivante :
- le centre d'un groupe de réflexions irréductible est cyclique d'ordre égal au plus grand diviseur commun des degrés ;
- l'ordre d'un groupe de réflexions est le produit de ses degrés ;
- le nombre de réflexions est la somme des degrés moins le rang ;
- un groupe de réflexions irréductible est issu d'un groupe de réflexions réelles si et seulement s'il a un invariant de degré 2 ;
- les degrés di satisfont à la formule {\displaystyle \prod _{i=1}^{\ell }(q+d_{i}-1)=\sum _{w\in W}q^{\dim(V^{w})}.}

## Codegrés
En notant {\displaystyle \ell } le rang du groupe de réflexions, les codegrés {\displaystyle d_{1}^{*}\geq d_{2}^{*}\geq \cdots \geq d_{\ell }^{*}} de W peut être défini par {\displaystyle \prod _{i=1}^{\ell }(q-d_{i}^{*}-1)=\sum _{w\in W}\det(w)q^{\dim(V^{w})}.}
- Pour un groupe de réflexions réel, les codegrés sont les degrés moins 2.
- Le nombre d'hyperplans de réflexion est la somme des codegrés et du rang.

## Groupes de réflexions complexes bien engendrés
Par définition, chaque groupe de réflexion complexe est engendré par ses réflexions. L'ensemble des réflexions n'est cependant pas un ensemble générateur minimal, et tout groupe de réflexions irréductible de rang {\displaystyle \ell } possède un ensemble générateur minimal constitué soit de {\displaystyle \ell }, soit de {\displaystyle \ell } + 1 réflexions. Dans le premier cas, le groupe est dit bien engendré.
On montre que la propriété d'être bien engendré équivaut à la condition {\displaystyle d_{i}+d_{i}^{*}=d_{\ell }} pour tout {\displaystyle 1\leq i\leq \ell }. Par exemple, on peut lire dans la table ci-dessus que le groupe G(m, p, n) est bien engendré si et seulement si p = 1 ou m.
Pour les groupes de réflexions complexes irréductibles et bien engendrés, le nombre de Coxeter (en) h défini ci-dessus est égal au plus grand degré : {\displaystyle h=d_{\ell }}. Un groupe de réflexion complexe réductible est dit bien engendré s’il est un produit de groupes de réflexions complexes irréductibles bien engendrés. Tout groupe de réflexions réel fini est bien engendré.

## Groupes de Shephard
Les groupes de réflexions complexes bien engendrés comprennent un sous-ensemble appelé groupes de Shephard. Ces groupes sont les groupes de symétrie des polytopes complexes réguliers (en). Figurent en particulier parmi ceux-là les groupes de symétries des polyèdres réels réguliers. Les groupes de Shephard peuvent être caractérisés comme des groupes de réflexions complexes qui admettent une présentation « à la Coxeter » avec un diagramme linéaire. Autrement dit, un groupe de Shephard est défini par des entiers positifs p1, ..., pn et q1, ..., qn − 1 tels qu'il existe une présentation par générateurs s1, ..., sn et relations
{\displaystyle (s_{i})^{p_{i}}=1} pour i = 1,..., n,
{\displaystyle s_{i}s_{j}=s_{j}s_{i}} si {\displaystyle |i-j|>1},
et
{\displaystyle s_{i}s_{i+1}s_{i}s_{i+1}\cdots =s_{i+1}s_{i}s_{i+1}s_{i}\cdots } où les produits de chaque côté ont qi facteurs pour i = 1,..., n − 1.
Cette information est parfois résumée dans le symbole de type Coxeter p1[q1]p2[q2] ⋅⋅⋅ [qn − 1]pn p1[q1]p2[q2] ⋅⋅⋅ [qn − 1]pn, comme indiqué dans la table ci-dessus.
Parmi les groupes de la famille infinie G(m, p, n), les groupes de Shephard sont ceux pour lesquels p = 1. Il existe également 18 groupes de Shephard exceptionnels, dont trois réels,.

## Matrices de Cartan
Une matrice de Cartan étendue définit le groupe unitaire. Les groupes de Shephard de rang n ont n générateurs. Les coefficients diagonaux des matrices de Cartan ordinaires sont égaux à 2, alors que les réflexions complexes ne sont pas soumis à cette condition. Par exemple, le groupe de rang 1 et d'ordre p (avec les symboles p[], ) est défini par la matrice 1 × 1 égale à {\displaystyle \left[1-e^{2\pi i/p}\right]}.
On note {\displaystyle \zeta _{p}=e^{2\pi i/p}}, {\displaystyle \omega =\zeta _{3}=e^{2\pi i/3}={\tfrac {1}{2}}(-1+i{\sqrt {3}})}, {\displaystyle \zeta _{4}=e^{2\pi i/4}=i}, {\displaystyle \zeta _{5}=e^{2\pi i/5}={\tfrac {1}{4}}(\left({\sqrt {5}}-1\right)+i{\sqrt {2(5+{\sqrt {5}})}})}, {\displaystyle \tau ={\tfrac {1+{\sqrt {5}}}{2}},\lambda ={\tfrac {1+i{\sqrt {7}}}{2}}}, {\displaystyle \omega ={\tfrac {-1+i{\sqrt {3}}}{2}}}.
| Groupe | Groupe | Cartan                                                       | Groupe | Groupe | Cartan                                                                |
| ------ | ------ | ------------------------------------------------------------ | ------ | ------ | --------------------------------------------------------------------- |
| 2[]    |        | {\displaystyle \left[{\begin{matrix}2\end{matrix}}\right]}   | 3[]    |        | {\displaystyle \left[{\begin{matrix}1-\omega \end{matrix}}\right]}    |
| 4[]    |        | {\displaystyle \left[{\begin{matrix}1-i\end{matrix}}\right]} | 5[]    |        | {\displaystyle \left[{\begin{matrix}1-\zeta _{5}\end{matrix}}\right]} |

| Group | Group | Group | Cartan | Group | Group  | Group | Cartan |
| ----- | ----- | ----- | --- | ----- | ------ | ----- | --- |
| G4    | 3[3]3 |       | {\displaystyle \left[{\begin{smallmatrix}1-\omega &1\\-\omega &1-\omega \end{smallmatrix}}\right]}                 | G5    | 3[4]3  |       | {\displaystyle \left[{\begin{smallmatrix}1-\omega &1\\-2\omega &1-\omega \end{smallmatrix}}\right]}              |
| G6    | 2[6]3 |       | {\displaystyle \left[{\begin{smallmatrix}2&1\\1-\omega +i\omega ^{2}&1-\omega \end{smallmatrix}}\right]}           | G8    | 4[3]4  |       | {\displaystyle \left[{\begin{smallmatrix}1-i&1\\-i&1-i\end{smallmatrix}}\right]}                                 |
| G9    | 2[6]4 |       | {\displaystyle \left[{\begin{smallmatrix}2&1\\(1+{\sqrt {2}})\zeta _{8}&1+i\end{smallmatrix}}\right]}              | G10   | 3[4]4  |       | {\displaystyle \left[{\begin{smallmatrix}1-\omega &1\\-i-\omega &1-i\end{smallmatrix}}\right]}                   |
| G14   | 3[8]2 |       | {\displaystyle \left[{\begin{smallmatrix}1-\omega &1\\1-\omega +\omega ^{2}{\sqrt {2}}&2\end{smallmatrix}}\right]} | G16   | 5[3]5  |       | {\displaystyle \left[{\begin{smallmatrix}1-\zeta _{5}&1\\-\zeta _{5}&1-\zeta _{5}\end{smallmatrix}}\right]}      |
| G17   | 2[6]5 |       | {\displaystyle \left[{\begin{smallmatrix}2&1\\1-\zeta _{5}-i\zeta ^{3}&1-\zeta _{5}\end{smallmatrix}}\right]}      | G18   | 3[4]5  |       | {\displaystyle \left[{\begin{smallmatrix}1-\omega &1\\-\omega -\zeta _{5}&1-\zeta _{5}\end{smallmatrix}}\right]} |
| G20   | 3[5]3 |       | {\displaystyle \left[{\begin{smallmatrix}1-\omega &1\\\omega (\tau -2)&1-\omega \end{smallmatrix}}\right]}         | G21   | 2[10]3 |       | {\displaystyle \left[{\begin{smallmatrix}2&1\\1-\omega -i\omega ^{2}\tau &1-\omega \end{smallmatrix}}\right]}    |

| Group | Group     | Group | Cartan | Group | Group     | Group | Cartan |
| ----- | --------- | ----- | --- | ----- | --------- | ----- | --- |
| G22   | <5,3,2>2  |       | {\displaystyle \left[{\begin{smallmatrix}2&\tau +i-1&-i+1\\-\tau -i-1&2&i\\i-1&-i&2\end{smallmatrix}}\right]}                         | G23   | [5,3]     |       | {\displaystyle \left[{\begin{smallmatrix}2&-\tau &0\\-\tau &2&-1\\0&-1&2\end{smallmatrix}}\right]}                                                       |
| G24   | [1 1 14]4 |       | {\displaystyle \left[{\begin{smallmatrix}2&-1&-\lambda \\-1&2&-1\\1+\lambda &-1&2\end{smallmatrix}}\right]}                           | G25   | 3[3]3[3]3 |       | {\displaystyle \left[{\begin{smallmatrix}1-\omega &\omega ^{2}&0\\-\omega ^{2}&1-\omega &-\omega ^{2}\\0&\omega ^{2}&1-\omega \end{smallmatrix}}\right]} |
| G26   | 3[3]3[4]2 |       | {\displaystyle \left[{\begin{smallmatrix}1-\omega &-\omega ^{2}&0\\\omega ^{2}&1-\omega &-1\\0&-1+\omega &2\end{smallmatrix}}\right]} | G27   | [1 1 15]4 |       | {\displaystyle \left[{\begin{smallmatrix}2&-\tau &-\omega \\-\tau &2&-\omega ^{2}\\-\omega ^{2}&\omega &2\end{smallmatrix}}\right]}                      |

| Groupe | Groupe  | Groupe | Cartan | Groupe | Groupe    | Groupe | Cartan |
| ------ | ------- | ------ | --- | ------ | --------- | ------ | --- |
| G28    | [3,4,3] |        | {\displaystyle \left[{\begin{smallmatrix}2&-1&0&0\\-1&2&-2&0\\0&-1&2&-1\\0&0&-1&2\end{smallmatrix}}\right]}         | G29    | [1 1 2] 4 |        | {\displaystyle \left[{\begin{smallmatrix}2&-1&i+1&0\\-1&2&-i&0\\-i+1&i&2&-1\\0&0&-1&2\end{smallmatrix}}\right]}                                                                                      |
| G30    | [5,3,3] |        | {\displaystyle \left[{\begin{smallmatrix}2&-\tau &0&0\\-\tau &2&-1&0\\0&-1&2&-1\\0&0&-1&2\end{smallmatrix}}\right]} | G32    | 3[3]3[3]3 |        | {\displaystyle \left[{\begin{smallmatrix}1-\omega &\omega ^{2}&0&0\\-\omega ^{2}&1-\omega &-\omega ^{2}&0\\0&\omega ^{2}&1-\omega &\omega ^{2}\\0&0&-\omega ^{2}&1-\omega \end{smallmatrix}}\right]} |

| Groupe | Groupe | Groupe | Cartan | Groupe | Groupe    | Groupe | Cartan |
| ------ | ------ | ------ | --- | ------ | --------- | ------ | --- |
| G31    | O 4    |        | {\displaystyle \left[{\begin{smallmatrix}2&-1&i+1&0&-i+1\\-1&2&-i&0&0\\-i+1&i&2&-1&-i+1\\0&0&-1&2&-1\\i+1&0&i+1&-1&2\end{smallmatrix}}\right]} | G33    | [1 2 2] 3 |        | {\displaystyle \left[{\begin{smallmatrix}2&-1&0&0&0\\-1&2&-1&-1&0\\0&-1&2&-\omega &0\\0&-1&-\omega ^{2}&2&-\omega ^{2}\\0&0&0&-\omega &2\end{smallmatrix}}\right]} |